# Sunshine
Sunshine er en science fiction-film fra 2007, der handler om at Solen er ved at gå ud, og at verdens største rumskib skal sendes ud for at "genstarte" den.
Alex Garland har skrevet manuskriptet og Danny Boyle har instrueret. De to har tidligere samarbejdet på 28 dage senere fra 2002.
Partikelfysiker og formidler af naturvidenskab Brian Cox fungerede som videnskabelig rådgiver i forbindelse med filmproduktionen.

## Handling
Historien foregår 50 år inde i fremtiden, hvor Solen er ved at gå ud, og Jorden bliver koldere og koldere. Otte astronauter og fysikere er på vej på en rejse til Solen med verdens største rumskib (Icarus II) og anbringe verdens største bombe midt i Solen i håb om, at den vil få sin glød tilbage. Men der er forhindringer forude. Nær planeten Merkur modtager de et nødsignal fra den første mission, der foregik 7 år tidligere. De ændrer nu deres kurs mod det første Icarus i håb om, at besætningen stadig er i live. Idet de ændrer kursen glemmer de at ændre varmeskjoldene, hvilket får katastrofale følger. Hele deres iltbeholdning går op i flammer, og der er nu kun ilt nok til 4 af dem. Da de ankommer til Icaras I finder de den gamle besætning døde og deres skib er ubrugeligt. De vender tilbage til Icarus II, men opdager at der er ét besætningsmedlem for meget. De finder ud af, at det er den gamle kaptajn fra Icarus I som åbenbart stadig er i live, og som prøver at stoppe missionen. Det lykkedes ham ikke, men de sidste der er tilbage på skibet må nu lade livet og flyve direkte ind i Solen, hvorefter den eksploderer. Solen får herefter sin glød igen og Jorden bliver varmere.